# Дванадцять Апостолів (лінійний корабель, 1841)
Дванадцять Апостолів (рос. Двенадцать апостолов) — російський вітрильний лінійний корабель I рангу, спущений на воду на Миколаївській верфі в 1841 році. Згодом зі стапелів зійшли два аналогічних корабля: «Париж» (1849) і «Великий князь Костянтин» (1852). Входив до складу Чорноморського флоту, брав участь в обороні Севастополя, в ході якої в лютому 1855 був затоплений. Восени 1861 роки після невдалої спроби підйому підірваний. Зображено на восьми полотнах І. К. Айвазовського, в тому числі на картині «Корабель" Дванадцять апостолів "» (1897).